# كنعان أبو خضرا
كنعان أبو خضرا (1920) هو صحافي فلسطيني، ولد في مدينة يافا وعاش معظم حياته في مدينة رام الله حيث أنهى الثانوية من مدرسة الفرندز عام 1937، التحق بالجامعة الأمريكية في بيروت ولكن بسبب نشاطه السياسي اعتقلته القوات الفرنسية وسُجن في سجن البرج في بيروت. وبعد الإفراج عنه التحق بالجامعة الأمريكية بالقاهرة وحصل على بكالوريوس الصحافة عام 1945 وكانت رسالته بعنوان "التقارب بين الرأسمالية والإشتراكية".
عاد بعدها إلى يافا وأسس مع بعض المثقفين "شركة الصحافة الأهلية المحدودة" التي أصدرت صحيفة الشعب وصدر العدد الأول منها يوم 11 تشرين الثاني 1946، وبسبب نشرها خبر عن دخول القائد فوزي القاووجي مستعمرة صهيونية في مدينة عكا ورفعه العلم العربي فوقها، أمر الحاكم البريطاني بوقف صدورها وذلك في 5 مارس 1948. وبسبب نكبة عام 1948 هاجر أبو خضرا إلى غزة وعمل مع هيئة الإغاثة الدولية لمدة ثلاثة سنوات. وفي عام 1964 انتقل إلى لبنان ليشغل منصب مدير مؤسسة اللاجئين الفلسطينيين في منطقة البقاع، ثم سافر إلى المملكة العربية السعودية ليعمل في شركة آرامكو في الظهران مستشاراً لشؤون الموظفين لمدة عشر سنوات، عاد بعدها إلى بيروت وأسس مؤسسة الشرق الأوسط للتحرير والترجمة والنشر.

## أعماله الأدبية
قام كنعان أبو خضرا بترجمة أعمال كثيرة خاصة بالأفلام التلفزيونية والمسلسلات الإذاعية، كما أسس في بيروت "مؤسسة الأعمال التلفزيونية" لإنتاج البرامج التلفزيونية والإذاعية. ونشر أبحاثه ومقالاته في المجلات العربية مثل "آخر ساعة" و"المصري" و"الشعب" و"البلاد" و"المدينة المنورة". وألف كتاب " التقارب بين الرأسمالية والإشتراكية".